# Edmond de Palézieux
Edmond de Palézieux, né Edmond Henri Théodore de Palézieux, dit Falconnet à Vevey (Suisse) le 20 juillet 1850, et mort à Équihen-Plage (Pas-de-Calais) le 11 juin 1924, est un peintre suisse, fils de Jean Eugène de Palézieux, dit Falconnet et de Emilie Charlotte Louise Henriette Demontet.
Son œuvre est réputée pour ses vues montrant des tempêtes et des marins combattant les éléments déchaînés. 

## Biographie
Edmond de Palézieux et ses deux frères cadets Charles et Gérard passent leur enfance dans la maison familiale de Vevey. Il souhaite faire carrière dans la marine, mais l'interdiction familiale le pousse à embrasser une autre vocation qui le fera voyager : la peinture.
Il devient l'élève de Barthélemy Menn, dont on retrouve certains traits caractéristiques dans les œuvres d'Edmond de Palézieux. C'est aussi au contact du maître genevois qu'il prendra goût à la pratique du plein-air. Plus tard, il part à Paris pour suivre l'enseignement de Jean-Paul Laurens et de Fernand Cormon. Après un bref passage à Düsseldorf, il revient au bord du Lac Léman, où il épouse Lily Olmsted, avec qui il aura une fille, nommée Renée Celia. La famille fait de fréquents séjours en Bretagne, en Normandie et dans le Midi de la France.
Ce séjour au bord du Léman en fait son premier motif, puisqu'on retrouve de nombreux paysages lémaniques de cette époque. Particulièrement, il réalise en 1882 Tempête sur le lac Léman, où il peint un lac démonté. Sur ces eaux dangereuses, on distingue des hommes sur une frêle embarcation de sauvetage, à la rescousse d'un voilier en perdition. Le talent d'Edmond de Palézieux pour représenter la force des éléments et le combat des hommes face à eux se résume dans cette œuvre saisissante. On retrouvera plus tard dans son œuvre des mers du nord déchainées et des pêcheurs aux prises avec les eaux froides et menaçantes.
Dans les années 1880, Edmond de Palézieux effectue de nombreux voyages à Paris, où il fréquentera certains de ses compatriotes peintres comme Eugène Burnand, Charles Giron, Paul Robert, Henri de Rodt, Evert van Muyden et Théophile Bischoff. À cette même période, il expose régulièrement au Salon des artistes français des toiles pour lesquelles il recevra d'élogieuses critiques. Particulièrement, en 1887, il présente Retour de marché où l'on voit un paisible pêcheur sur son embarcation normande, appréciant le calme du voyage. Cette œuvre présente bien l'affection du peintre pour les gens de la mer et la navigation, ainsi que sa grande expertise quant à la représentation des embarcations.
En 1903, après s'être séparé de son épouse, il s'installe définitivement à Équihen-Plage, près de Boulogne-sur-Mer, dans le Pas-de-Calais. Quelques années plus tard, en 1907, le peintre épouse Suzanne Lair, sans que cette union ne leur donne d'enfants. En 1910, Edmond de Palézieux est fait Chevalier de la Légion d'honneur.
La Première Guerre mondiale pousse le couple à effectuer plusieurs séjours loin des conflits, à Vevey d'abord, puis près du Lac d'Annecy et dans le sud de la France. De Collioure en particulier, mais aussi d'Antibes et de Saint-Jean-de-Luz, il ramènera des œuvres de marines dont la palette est étonnamment vive et rayonnante pour le peintre. On voit là l'attention qu'il porte à une représentation réaliste des éléments (l'eau et le ciel), avec toujours le même soin apporté à la reproduction des embarcations. Il retourne à Équihen en 1919 et y restera jusqu'à sa mort à l'âge de 74 ans. Enterré au cimetière du village, il fait désormais partie de l'histoire d'Équihen, tant il s'était attaché aux pêcheurs qu'il représentait et tant les habitants du village s'étaient pris d'affection pour ce peintre qui travaillait sur le motif par tous les temps et s'intéressait de si près à leur travail.
On peut voir une certaine nostalgie de sa patrie natale dans les dernières années du peintre, alors même que les éléments se font plus violents dans ses marines. Ainsi, il peint en 1923 son Souvenir de régates où il se représente à bord d'un voilier de course lors d'une régate lémanique. Il ne nous reste aujourd'hui qu'une reproduction de l'œuvre finale, mais une étude à l'échelle 1/1 est toujours conservée à La Tour-de-Peilz. Pleine de vigueur, cette toile présente toute la passion du peintre pour la navigation, tout comme une certaine trace de nostalgie pour ses années de régatier sur le Léman.

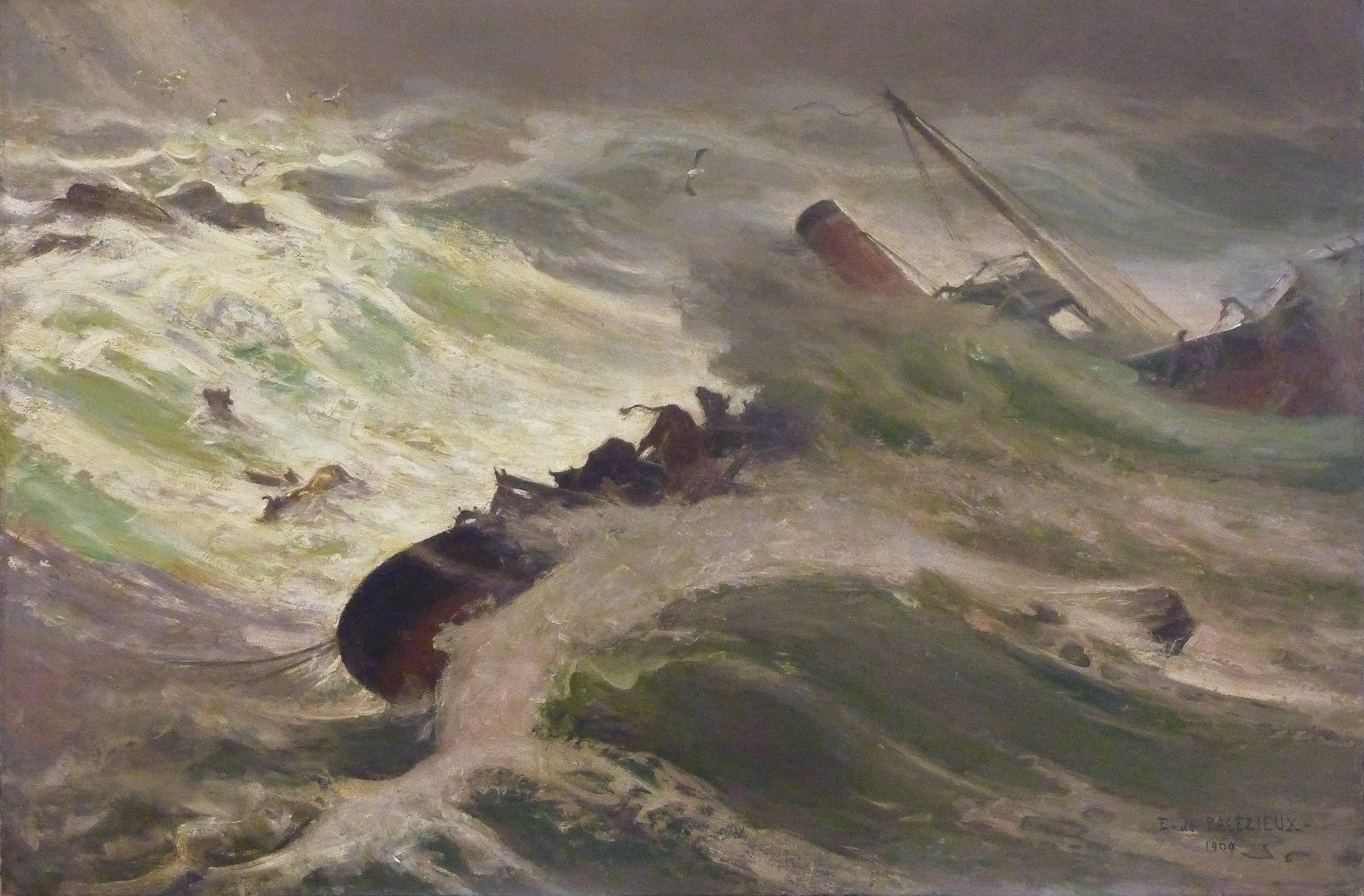
Perdus (1909), huile sur toile, Vevey, musée Jenisch.

## Navigateur
Edmond de Palézieux se passionne pour l'eau et la navigation dès son adolescence : il barre une barque à voile en 1862. Bien que sa famille ait contredit sa vocation de marin, de Palézieux garde cet enthousiasme de navigateur et continue à barrer sur le Léman. En 1888, il commande un bateau au baron Jules de Catus, important architecte naval lémanique. Le Pétrel est un joli voilier avec cabine, dont le peintre possède également une maquette navigante de belle facture. En 1890, deux ans plus tard, il commande le Flirt, bateau de course avec lequel il participera à de nombreuses régates sur le lac.

Ce vif intérêt pour la navigation se retrouve dans l'œuvre du peintre, où l'on peut voir un souci méticuleux des détails des embarcations, ainsi qu'une grande justesse dans la représentation des manœuvres de navigation. Particulièrement, Voilier au large de St-Jean-de-Luz (collection particulière non localisée) est un exemple parlant de sa grande compétence à représenter les subtilités des techniques de navigation: le rapport à l'eau et la prise au vent, signalés par le gonflement des voiles et le penchement du voilier, les détails du cordages, la position des navigateurs dans la manœuvre, sont exacts. L'ensemble de la composition dégage un grand réalisme, tout comme un ressenti de la puissance de ce bateau qui fend la houle.

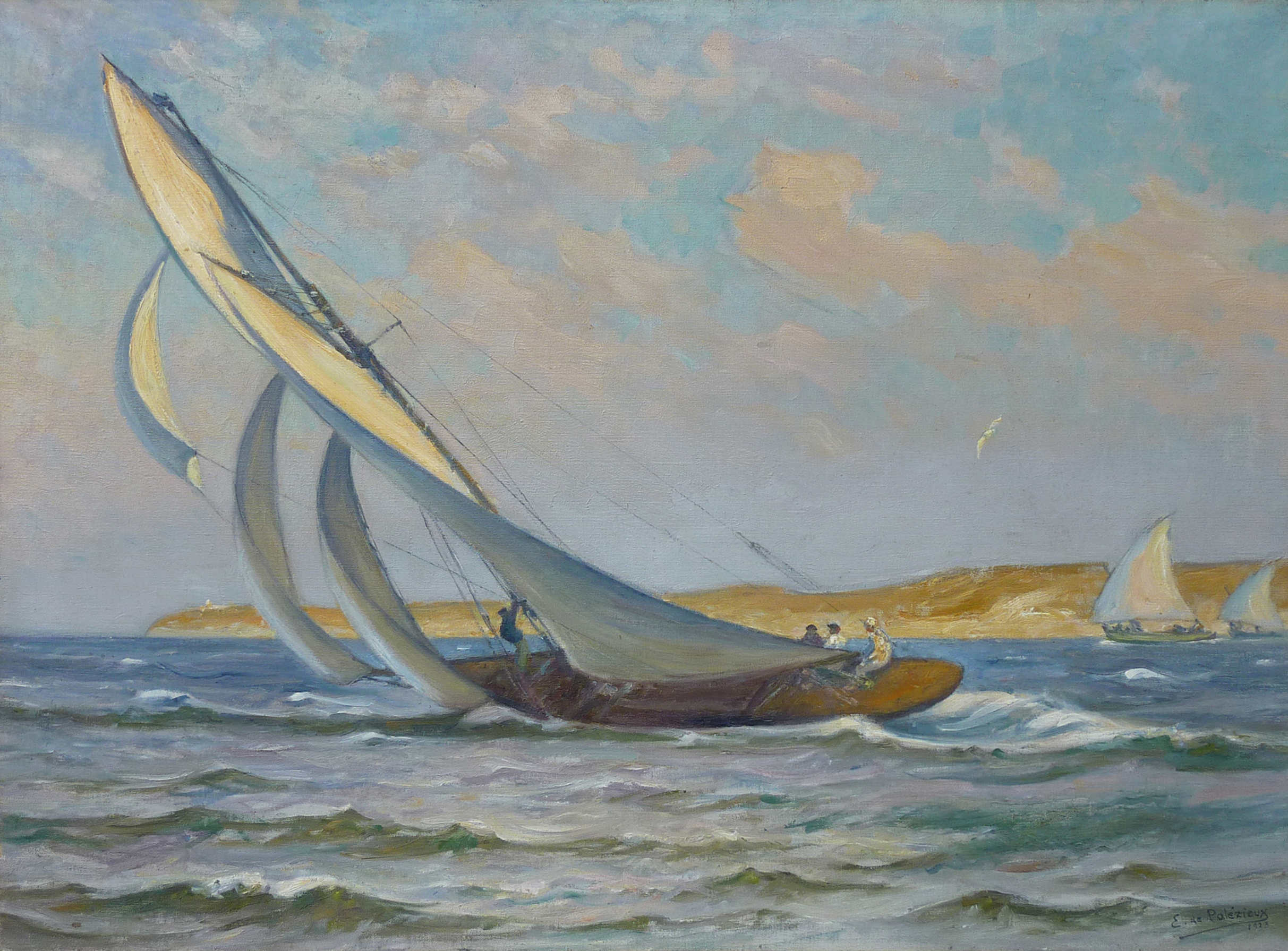
Edmond de Palézieux, Voilier au large de Saint-Jean-de-Luz (1913), huile sur toile. Collection privée.

## Expositions
Edmond de Palézieux n'a pas organisé d'exposition personnelle de son vivant. Il a en revanche très régulièrement présenté des œuvres au Salon des artistes français à Paris, en y recevant de nombreux prix et récompenses. En 1905 notamment, il présente Après un naufrage qui lui vaut le prix de l'atelier Cormon et une deuxième médaille, ce qui le met hors concours. Selon la critique, cette œuvre est le clou de l'exposition.
- avril 1913 : Stadtcasino, Bâle
- mai 1913 : musée Jenisch, Vevey
- 15 octobre-15 novembre 1925 : musée Jenisch, Vevey
- janvier 1926 : musée Rath, Genève
- mai 1926 : salle de la Grenette, Lausanne
- octobre 1932 : exposition rétrospective au musée Jenisch, Vevey
- juin 1951 : exposition rétrospective à l'occasion du 100e anniversaire de la naissance d'Edmond de Palézieux, musée Jenisch, Vevey
- juillet 1999 : Peintres d'Equihen-Plage d'Hier et d'Aujourd'hui, à la mairie d'Equihen-Plage. L'affiche de cette exposition représente Ho Hiss (1913) d'Edmond de Palézieux.

### Edmond de Palézieux (1850-1924), peintre navigateur
Une exposition sur Edmond de Palézieux s'est tenue en 2014 au musée du Léman à Nyon. Le musée lui consacre son exposition temporaire, intitulée Edmond de Palézieux (1850-1924), peintre navigateur, en réunissant de nombreuses toiles au sein de trois salles d'exposition qui mettent l'accent sur l'œuvre du peintre et son lien avec la navigation. L'exposition s'articule en trois parties :
1. Les œuvres lémaniques du peintre, dont Étude pour “Souvenir de régates” (lac Léman) et Tempête sur le lac Léman, mais aussi des images plus intimistes du Léman, où l'on voit le rapport d'affection qu'entretient le peintre avec son lac.
2. Le peintre en tant que navigateur, avec notamment la maquette du Pétrel et Voilier au large de Saint-Jean-de-Luz
3. Les grandes marines, principalement des tempêtes saisissantes et des grandes mouvements de bateaux en danger. En particulier Perdus, où l'on voit un paquebot chavirer dans les flots déchainés. Du pont tombent des vaches, irrémédiablement perdues.

Le musée du Léman y présente également quelques maquettes de ses collections à côté de celle du Pétrel. L'exposition fait ainsi répondre les détails des représentations des embarcations dans les œuvres d'Edmond de Palézieux aux bateaux eux-mêmes.